# Menisciopsis
Menisciopsis, rod papratnjača iz porodice Thelypteridaceae, dio reda osladolike. Postoje sedam vrsta sa Himalaje, Malezije, Pacifika. Tri vrste su sa Havaja, jedna sa Fidžija
Rod je opisan 2021. nakon revizije porodice Thelypteridaceae.

## Vrste
1. Menisciopsis boydiae (D. C. Eaton) S. E. Fawc. & A. R. Sm.
2. Menisciopsis cyatheoides (Kaulf.) S. E. Fawc. & A. R. Sm.
3. Menisciopsis lakhimpurensis (Rosenst.) S. E. Fawc. & A. R. Sm.
4. Menisciopsis penangiana (Hook.) S. E. Fawc. & A. R. Sm.
5. Menisciopsis rubida (J. Sm. ex Hook.) S. E. Fawc. & A. R. Sm.
6. Menisciopsis rubrinervis (Mett.) S. E. Fawc. & A. R. Sm.
7. Menisciopsis wailele (Flynn) S. E. Fawc. & A. R. Sm.